# ألكسيس لوريت
ألكسيس لوريت (بالفرنسية: Alexis Loret)‏
```
هو 
ممثل
 
فرنسي
، ولد في 10 يناير 1975 في 
فرنسا
.
```

## وصلات خارجية
- ألكسيس لوريت على موقع IMDb (الإنجليزية)
- ألكسيس لوريت على موقع ألو سيني (الفرنسية)
- ألكسيس لوريت على موقع أول موفي (الإنجليزية)
- ألكسيس لوريت على موقع قاعدة بيانات الأفلام السويدية (السويدية)
- ألكسيس لوريت على موقع قاعدة بيانات الفيلم (الإنجليزية)
- ألكسيس لوريت على موقع كينوبويسك (الروسية)